# ماجراهای خانواده تمدن ۲
ماجراهای خانواده تمدن ۲ یک مجموعه تلویزیونی محصول سال ۱۳۷۸ به کارگردانی غلامعباس ق قنبری و سپهر محمدی، و تهیه‌کنندگی غلامعباس ق قنبری می‌باشد که از برنامه سیمای خانواده شبکه ۱ پخش شد.
این سریال به صورت طنز انتقادی و در مورد مسایل اجتماعی است. خانواده تمدن و دو فرزندشان، همسایه‌های آنها، خواهر و شوهر خواهر آقای تمدن در هر قسمت داستانهای جالبی را می‌آفرینند

## بازیگران
- مریم بوبانی
- رضا فیاضی
- گوهر خیر اندیش
- اسماعیل محرابی
- افسانه چهره‌آزاد
- بابک بیات
- رکسانا مهرافزون
- سهیلا عزیزی
- صدیقه کیانفر
- عزت‌الله قمی
- علی اوسیوند
- کارین نجفیان
- لوریک میناسیان
- زیبا معماری
- محمدرضا نوروزی
- میرصلاح حسینی
- حوریه خطیب زاده